# Крумова династия
Крумовата династия е наименованието, с което съвременните историци обозначават прабългарската владетелска династия, управлявала България през IX и X век. Истинското име на тази династия е неизвестно.
На Крумовата династия принадлежат българските владетели Крум, Омуртаг, Борис I, Симеон Велики и Петър I.
През този период България приема християнството, достига най-големия си териториален обхват и поставя началото на Златния век на българската култура.
Под покровителството на тези монарси тя става родното място на кирилицата; старобългарският става лингва франка в голяма част от Източна Европа и става известен като старославянски. В резултат на победата във Византийско-българската война от 913 – 927 г. Византийската империя признава императорската титла на българските владетели и Българската православна църква като самостоятелна патриаршия.
Последният представител на династията, цар Роман (управлявал от 977 до 991 (де факто)), е наследен от цар Самуил (управлявал 997 – 1014) от династията Комитопули след смъртта му във византийски плен през 997 г. Самуил прави последния член на Крумовата династия номинален държавен глава през 977 г., за да избегне конфликт.

## Владетели от династията
| Крум            | 803 – 814 |
| Омуртаг         | 814 – 831 |
| Маламир         | 831 – 836 |
| Пресиян I       | 836 – 852 |
| Борис I         | 852 – 889 |
| Владимир-Расате | 889 – 893 |
| Симеон I        | 893 – 927 |
| Петър I         | 927 – 969 |
| Борис II        | 969 – 971 |
| Роман           | 977 – 997 |